# Klass B 1958
L'edizione 1958 della Klass B fu la 19ª della seconda serie del campionato sovietico di calcio e vide la vittoria finale del SKVO Rostov.

## Stagione

### Formula
La formula subì un leggero cambiamento rispetto alla stagione precedente, dettato più che altro da un ulteriore deciso aumento del numero di squadre, passate da 66 a 94: anche in questo caso, infatti, il campionato era diviso in due fasi, di cui la seconda era di fatto il girone di play-off per la promozione. Rispetto alla stagione precedente i gironi furono sei, anziché quattro, e tutti consentivano al rispettivo vincitore di partecipare ai play-off. Considerando che nella precedente stagione solo l'Avangard Leningrado, che la sola retrocessa dalla massima serie fu lo Spartak Minsk e che una sola squadra abbandonò (Krylya Sovetov Stupino), furono ben 29 le nuove iscritte.
Le 94 squadre erano così divise:
- Girone 1: 16 squadre, incontri di andata e ritorno per un totale di 30 partite per squadra.
- Girone 2: 16 squadre, incontri di andata e ritorno per un totale di 30 partite per squadra.
- Girone 3: 16 squadre, incontri di andata e ritorno per un totale di 30 partite per squadra.
- Girone 4: 16 squadre, incontri di andata e ritorno per un totale di 30 partite per squadra.
- Girone 5: 16 squadre, incontri di andata e ritorno per un totale di 30 partite per squadra.
- Girone 6: 14 squadre, incontri di andata e ritorno per un totale di 26 partite per squadra.

In tutti i gironi i punti assegnati erano due per la vittoria, uno per il pareggio e zero per la sconfitta. Le sei squadre vincitrici, quindi, disputarono la seconda fase incontrandosi in gare di sola andata e ritorno, per un totale di cinque incontri per squadra: tali partite furono però giocate in campo neutro, a Tbilisi. Anche in questo girone i punti assegnati erano due per la vittoria, uno per il pareggio e zero per la sconfitta; curiosamente i sei vincitori erano tutte squadre legate all'esercito sovietico.
La squadra vincitrice del girone promozione era promossa in Klass A; essendo la Klass B l'ultima serie del campionato, non erano previste retrocessioni.

## Prima fase

### Girone 1

#### Squadre partecipanti
| Squadra                     | Repubblica  | Città       | Stagione precedente                              |
| --------------------------- | ----------- | ----------- | ------------------------------------------------ |
| Avangard Nikolaev           | RSS Ucraina | Mykolaïv    | 13° nel Girone 2 di Klass B                      |
| Dinamo Kirov                | RSFS Russa  | Kirov       | 9° nel Girone 3 di Klass B                       |
| Dinamo Ul'janovsk           | RSFS Russa  | Ul'janovsk  | non iscritta al campionato                       |
| Energija Volžskij           | RSFS Russa  | Volžskij    | non iscritta al campionato                       |
| Iskra Kazan'                | RSFS Russa  | Kazan'      | non iscritta al campionato                       |
| Lokomotiv Saratov           | RSFS Russa  | Saratov     | 11° nel Girone 1 di Klass B                      |
| SKVO Odessa                 | RSS Ucraina | Odessa      | non iscritta al campionato                       |
| Spartak Cherson             | RSS Ucraina | Cherson     | non iscritta al campionato                       |
| Torpedo Gor'kij             | RSFS Russa  | Gor'kij     | 10° nel Girone 1 di Klass B                      |
| Traktor Stalingrado         | RSFS Russa  | Stalingrado | 12° nel Girone 1 di Klass B, col nome di Torpedo |
| Torpedo Taganrog            | RSFS Russa  | Taganrog    | 2° nel Girone 1 di Klass B                       |
| Trudovye Rezervy Leningrado | RSFS Russa  | Leningrado  | 3° nel Girone 2 di Klass B                       |
| Trudovye Rezervy Lipeck     | RSFS Russa  | Lipeck      | non iscritta al campionato                       |
| Voronež                     | RSFS Russa  | Voronež     | 6° nel Girone 2 di Klass B                       |
| Zenit Iževsk                | RSFS Russa  | Iževsk      | 12° nel Girone 3 di Klass B                      |
| Zvezda Kirovohrad           | RSS Ucraina | Kirovohrad  | non iscritta al campionato                       |

#### Classifica finale
|  | Pos. | Squadra                     | Pt | G  | V  | N  | P  | GF | GS | DR  |
|  | ---- | --------------------------- | -- | -- | -- | -- | -- | -- | -- | --- |
|  | 1.   | SKVO Odessa                 | 45 | 30 | 19 | 7  | 4  | 51 | 15 | +36 |
|  | 2.   | Trudovye Rezervy Leningrado | 42 | 30 | 16 | 10 | 4  | 52 | 23 | +29 |
|  | 3.   | Avangard Nikolaev           | 40 | 30 | 15 | 10 | 5  | 40 | 26 | +14 |
|  | 4.   | Traktor Stalingrado         | 39 | 30 | 16 | 7  | 7  | 46 | 22 | +24 |
|  | 5.   | Torpedo Taganrog            | 38 | 30 | 17 | 4  | 9  | 40 | 24 | +16 |
|  | 6.   | Torpedo Gor'kij             | 34 | 30 | 12 | 10 | 8  | 48 | 40 | +8  |
|  | 7.   | Lokomotiv Saratov           | 33 | 30 | 13 | 7  | 10 | 48 | 39 | +9  |
|  | 8.   | Voronež                     | 31 | 30 | 13 | 5  | 12 | 45 | 35 | +10 |
|  | 9.   | Dinamo Kirov                | 30 | 30 | 13 | 4  | 13 | 52 | 41 | +11 |
|  | 10.  | Zenit Iževsk                | 29 | 30 | 12 | 5  | 13 | 36 | 32 | +4  |
|  | 11.  | Spartak Cherson             | 28 | 30 | 9  | 10 | 11 | 39 | 47 | -8  |
|  | 12.  | Trudovye Rezervy Lipeck     | 21 | 30 | 7  | 7  | 16 | 27 | 57 | -30 |
|  | 13.  | Zvezda Kirovohrad           | 19 | 30 | 7  | 5  | 18 | 35 | 53 | -18 |
|  | 14.  | Iskra Kazan'                | 18 | 30 | 7  | 4  | 19 | 24 | 56 | -32 |
|  | 15.  | Dinamo Ul'janovsk           | 17 | 30 | 8  | 1  | 21 | 36 | 79 | -43 |
|  | 16.  | Energija Volžskij           | 16 | 30 | 5  | 6  | 19 | 27 | 57 | -30 |

#### Verdetti
- SKVO Odessa ammesso al girone promozione

#### Risultati
|                             | SKO  | TLe  | AvN  | TrS  | ToT  | ToG  | LoS  | Vor  | DiK  | ZeI  | SpC  | TLi  | ZvK  | IKa  | DiU  | EnV  |
| --------------------------- | ---- | ---- | ---- | ---- | ---- | ---- | ---- | ---- | ---- | ---- | ---- | ---- | ---- | ---- | ---- | ---- |
| SKVO Odessa                 | –––– | 1-1  | 0-1  | 0-0  | 2-1  | 3-1  | 0-0  | 2-0  | 2-1  | 2-0  | 1-1  | 1-0  | 0-1  | 2-0  | 5-0  | 2-0  |
| Trudovye Rezervy Leningrado | 0-4  | –––– | 0-1  | 0-0  | 2-0  | 3-1  | 3-1  | 3-1  | 4-1  | 1-2  | 1-1  | 5-0  | 6-1  | 1-1  | 3-2  | 2-0  |
| Avangard Nikolaev           | 2-1  | 2-2  | –––– | 0-1  | 1-0  | 2-2  | 3-0  | 1-0  | 4-4  | 1-0  | 2-1  | 1-0  | 4-1  | 0-0  | 1-0  | 1-0  |
| Traktor Stalingrado         | 2-0  | 1-1  | 1-3  | –––– | 1-0  | 5-1  | 1-2  | 1-2  | 0-1  | 1-0  | 1-0  | 2-1  | 2-0  | 3-0  | 5-1  | 0-0  |
| Torpedo Taganrog            | 0-2  | 0-2  | 2-0  | 2-0  | –––– | 1-1  | 1-0  | 2-0  | 2-1  | 2-1  | 0-0  | 1-0  | 2-0  | 3-1  | 1-2  | 4-0  |
| Torpedo Gor'kij             | 0-0  | 0-0  | 2-1  | 1-3  | 2-3  | –––– | 2-1  | 0-0  | 2-1  | 1-0  | 3-1  | 5-0  | 2-1  | 2-0  | 1-3  | 4-0  |
| Lokomotiv Saratov           | 1-1  | 0-0  | 0-0  | 1-0  | 0-0  | 2-4  | –––– | 1-2  | 2-1  | 2-1  | 5-0  | 7-2  | 2-1  | 1-0  | 3-1  | 4-2  |
| Voronež                     | 1-2  | 2-0  | 0-0  | 1-1  | 0-1  | 1-1  | 0-1  | –––– | 0-2  | 0-2  | 2-2  | 5-2  | 3-0  | 0-1  | 7-1  | 5-3  |
| Dinamo Kirov                | 0-1  | 0-1  | 3-1  | 1-2  | 1-2  | 1-1  | 3-0  | 0-1  | –––– | 1-0  | 1-1  | 4-0  | 2-1  | 6-0  | 4-3  | 4-0  |
| Zenit Iževsk                | 2-2  | 0-0  | 1-0  | 1-1  | 0-1  | 1-0  | 0-4  | 3-0  | 2-3  | –––– | 6-0  | 1-1  | 2-1  | 0-1  | 3-0  | 0-3  |
| Spartak Cherson             | 0-1  | 0-3  | 1-1  | 0-1  | 2-1  | 2-2  | 2-2  | 0-3  | 2-0  | 2-1  | –––– | 2-1  | 0-1  | 4-2  | 7-0  | 2-1  |
| Trudovye Rezervy Lipeck     | 0-1  | 0-3  | 1-1  | 0-3  | 1-3  | 2-1  | 1-3  | 2-1  | 2-2  | 0-0  | 1-0  | –––– | 1-2  | 1-0  | 3-0  | 2-1  |
| Zvezda Kirovohrad           | 0-3  | 0-0  | 1-1  | 0-3  | 2-0  | 1-1  | 1-1  | 0-1  | 1-2  | 2-3  | 1-2  | 0-0  | –––– | 4-0  | 4-1  | 2-0  |
| Iskra Kazan'                | 0-6  | 0-1  | 1-1  | 0-4  | 0-2  | 0-2  | 1-0  | 0-1  | 2-0  | 0-1  | 1-1  | 1-2  | 2-1  | –––– | 1-2  | 6-1  |
| Dinamo Ul'janovsk           | 0-2  | 0-2  | 0-2  | 2-0  | 0-3  | 0-1  | 5-2  | 1-5  | 2-1  | 0-2  | 1-2  | 1-1  | 4-3  | 1-2  | –––– | 2-1  |
| Energija Volžskij           | 0-2  | 1-2  | 1-2  | 1-1  | 0-0  | 2-2  | 1-0  | 0-1  | 0-1  | 0-1  | 1-1  | 0-0  | 3-2  | 3-1  | 2-1  | –––– |

### Girone 2

#### Squadre partecipanti
| Squadra                        | Repubblica  | Città           | Stagione precedente                                               |
| ------------------------------ | ----------- | --------------- | ----------------------------------------------------------------- |
| Avangard                       | RSS Ucraina | Sinferopoli     | non iscritta al campionato                                        |
| Avangard Charkiv               | RSS Ucraina | Charkiv         | 3° nel Girone 1 di Klass B                                        |
| Chimik Dnipropetrovs'k         | RSS Ucraina | Dnipropetrovs'k | 16° nel Girone 2 di Klass B                                       |
| Chimik Jaroslavl'              | RSFS Russa  | Jaroslavl'      | 13° nel Girone 1 di Klass B                                       |
| Kolchoznik Čerkasy             | RSS Ucraina | Čerkasy         | non iscritta al campionato                                        |
| Kolchoznik Poltava             | RSS Ucraina | Poltava         | 12° nel Girone 2 di Klass B                                       |
| Metallurg Dnipropetrovs'k      | RSS Ucraina | Dnipropetrovs'k | 4° nel Girone 2 di Klass B                                        |
| Metalurh Zaporižžja            | RSS Ucraina | Zaporižžja      | 8° nel Girone 1 di Klass B                                        |
| Raketa Gor'kij                 | RSFS Russa  | Gor'kij         | 17° nel Girone 2 di Klass B, con il nome di Avangard Sormovo      |
| Rostsel'maš                    | RSFS Russa  | Rostov sul Don  | 5° nel Girone 1 di Klass B, con il nome di Torpedo Rostov         |
| SKChF Sebastopoli              | RSS Ucraina | Sebastopoli     | 9° nel Girone 1 di Klass B                                        |
| Tekstilščik Ivanovo            | RSFS Russa  | Ivanovo         | 7° nel Girone 1 di Klass B, con il nome di Krasnoe Znamja Ivanovo |
| Trud Stalinogorsk              | RSFS Russa  | Stalinogorsk    | 9° nel Girone 2 di Klass B, con il nome di Šachter Stalinogorsk   |
| Trudovye Rezervy Kursk         | RSFS Russa  | Kursk           | non iscritta al campionato                                        |
| Тrudovye Rezervy Vorošilovgrad | RSS Ucraina | Voroshilovgrad  | 16° nel Girone 1 di Klass B                                       |
| Znamja Truda                   | RSFS Russa  | Orechovo-Zuevo  | non iscritta al campionato                                        |

#### Classifica finale
|  | Pos. | Squadra                        | Pt | G  | V  | N  | P  | GF | GS | DR  |
|  | ---- | ------------------------------ | -- | -- | -- | -- | -- | -- | -- | --- |
|  | 1.   | SKChF Sebastopoli              | 41 | 30 | 16 | 9  | 5  | 52 | 23 | +29 |
|  | 2.   | Metalurh Zaporižžja            | 39 | 30 | 17 | 5  | 8  | 55 | 29 | +26 |
|  | 3.   | Rostsel'maš                    | 39 | 30 | 18 | 3  | 9  | 62 | 35 | +27 |
|  | 4.   | Trud Stalinogorsk              | 36 | 30 | 16 | 4  | 10 | 37 | 36 | +1  |
|  | 5.   | Tekstilščik Ivanovo            | 35 | 30 | 15 | 5  | 10 | 36 | 29 | +7  |
|  | 6.   | Тrudovye Rezervy Vorošilovgrad | 34 | 30 | 12 | 10 | 8  | 35 | 26 | +9  |
|  | 7.   | Kolchoznik Poltava             | 34 | 30 | 12 | 10 | 8  | 32 | 27 | +5  |
|  | 8.   | Chimik Jaroslavl'              | 34 | 30 | 14 | 6  | 10 | 41 | 37 | +4  |
|  | 9.   | Metallurg Dnipropetrovs'k      | 33 | 30 | 14 | 5  | 11 | 52 | 45 | +7  |
|  | 10.  | Znamja Truda                   | 31 | 30 | 11 | 9  | 10 | 34 | 51 | -17 |
|  | 11.  | Avangard Charkiv               | 28 | 30 | 10 | 8  | 12 | 39 | 35 | +4  |
|  | 12.  | Raketa Gor'kij                 | 25 | 30 | 7  | 11 | 12 | 33 | 43 | -10 |
|  | 13.  | Kolchoznik Čerkasy             | 21 | 30 | 5  | 11 | 14 | 22 | 35 | -13 |
|  | 14.  | Chimik Dnipropetrovs'k         | 18 | 30 | 6  | 6  | 18 | 24 | 45 | -21 |
|  | 15.  | Avangard                       | 17 | 30 | 5  | 7  | 18 | 21 | 43 | -22 |
|  | 16.  | Trudovye Rezervy Kursk         | 15 | 30 | 5  | 5  | 20 | 27 | 63 | -36 |

#### Verdetti
- SKChF Sebastopoli ammesso al girone promozione.

#### Risultati
|                                | SCS  | MeZ  | Ros  | TrS  | TeI  | TRV  | KoP  | ChJ  | MeD  | ZTO  | AvC  | RaG  | KoC  | CDn  | AvS  | TRK  |
| ------------------------------ | ---- | ---- | ---- | ---- | ---- | ---- | ---- | ---- | ---- | ---- | ---- | ---- | ---- | ---- | ---- | ---- |
| SKChF Sebastopoli              | –––– | 0-0  | 3-1  | 2-0  | 1-2  | 0-0  | 6-0  | 2-1  | 0-2  | 6-0  | 0-0  | 2-2  | 4-0  | 0-0  | 4-2  | 3-0  |
| Metalurh Zaporižžja            | 3-0  | –––– | 5-1  | 0-1  | 0-1  | 5-3  | 1-1  | 4-1  | 3-2  | 4-2  | 2-1  | 2-0  | 3-1  | 1-0  | 2-0  | 3-1  |
| Rostsel'maš                    | 2-2  | 1-1  | –––– | 3-0  | 1-2  | 3-1  | 1-0  | 5-2  | 1-2  | 3-0  | 3-1  | 1-0  | 2-1  | 6-1  | 2-2  | 5-0  |
| Trud Stalinogorsk              | 0-2  | 2-1  | 0-2  | –––– | 2-0  | 1-0  | 1-0  | 3-0  | 4-1  | 0-0  | 1-0  | 3-2  | 1-1  | 4-2  | 1-1  | 2-1  |
| Tekstilščik Ivanovo            | 1-1  | 0-1  | 2-0  | 0-1  | –––– | 2-1  | 0-3  | 2-0  | 1-2  | 0-0  | 1-1  | 3-0  | 1-0  | 1-0  | 2-0  | 3-2  |
| Trudovye Rezervy Vorošilovgrad | 0-0  | 1-0  | 3-1  | 3-0  | 0-0  | –––– | 0-0  | 0-0  | 2-1  | 4-0  | 3-2  | 0-2  | 0-0  | 1-0  | 0-0  | 2-1  |
| Kolchoznik Poltava             | 0-1  | 0-0  | 0-4  | 1-0  | 3-2  | 2-0  | –––– | 2-1  | 2-1  | 4-0  | 1-0  | 1-1  | 0-0  | 0-2  | 2-0  | 3-1  |
| Chimik Jaroslavl'              | 0-1  | 0-1  | 2-1  | 3-0  | 3-1  | 0-0  | 1-0  | –––– | 1-0  | 1-1  | 0-2  | 1-0  | 1-1  | 3-0  | 1-0  | 3-2  |
| Metallurg Dnipropetrovs'k      | 1-3  | 2-1  | 1-3  | 1-1  | 2-1  | 2-0  | 0-3  | 3-4  | –––– | 7-1  | 1-1  | 6-1  | 3-0  | 0-4  | 2-1  | 2-1  |
| Znamja Truda                   | 2-0  | 2-1  | 0-1  | 3-1  | 0-2  | 1-1  | 1-0  | 3-3  | 0-0  | –––– | 1-0  | 2-1  | 2-1  | 2-1  | 3-0  | 2-1  |
| Avangard Charkiv               | 1-1  | 2-1  | 0-2  | 2-3  | 0-0  | 2-0  | 1-2  | 0-1  | 2-0  | 2-2  | –––– | 2-1  | 1-0  | 1-0  | 3-1  | 6-2  |
| Raketa Gor'kij                 | 0-1  | 2-2  | 1-0  | 3-1  | 3-1  | 0-3  | 1-1  | 0-3  | 0-1  | 1-1  | 3-3  | –––– | 2-1  | 0-0  | 3-1  | 0-0  |
| Kolchoznik Čerkasy             | 1-2  | 0-3  | 3-1  | 1-0  | 2-0  | 0-1  | 0-0  | 0-2  | 1-2  | 1-1  | 0-0  | 0-0  | –––– | 1-1  | 0-1  | 4-0  |
| Chimik Dnipropetrovs'k         | 2-0  | 0-2  | 0-1  | 0-1  | 0-2  | 1-4  | 0-0  | 1-3  | 0-0  | 1-2  | 1-0  | 0-3  | 1-1  | –––– | 4-3  | 2-0  |
| Avangard Sinferopoli           | 0-1  | 0-2  | 0-3  | 0-1  | 0-2  | 0-0  | 0-0  | 0-0  | 1-3  | 2-0  | 1-0  | 0-0  | 0-1  | 1-0  | –––– | 4-0  |
| Trudovye rezervy Kursk         | 0-4  | 2-1  | 0-2  | 1-2  | 0-1  | 0-2  | 1-1  | 2-0  | 2-2  | 2-0  | 1-3  | 1-1  | 0-0  | 2-0  | 1-0  | –––– |

### Girone 3

#### Squadre partecipanti
| Squadra            | Repubblica     | Città       | Stagione precedente                                           |
| ------------------ | -------------- | ----------- | ------------------------------------------------------------- |
| Baltika            | RSFS Russa     | Kaliningrad | 14° nel Girone 2 di Klass B, col nome di Piščevik Kaliningrad |
| Čornomorec'        | RSS Ucraina    | Odessa      | 5° nel Girone 2 di Klass B, col nome di Piščevik Odessa       |
| Daugava Rīga       | RSS Lettone    | Riga        | 18° nel Girone 2 di Klass B                                   |
| Dünamo Tallinn     | RSS Estone     | Tallinn     | 6° nel Girone 2 di Klass B                                    |
| Kolchoznik Rivne   | RSS Ucraina    | Rivne       | non iscritta al campionato                                    |
| Lokomotyv Vinnycja | RSS Ucraina    | Vinnycja    | non iscritta al campionato                                    |
| LTI Leningrado     | RSFS Russa     | Leningrado  | 7° nel Girone 1 di Klass B, col nome di Burevestnik           |
| SKVO Kiev          | RSS Ucraina    | Kiev        | 8° nel Girone 2 di Klass B                                    |
| SKVO Leopoli       | RSS Ucraina    | Leopoli     | 2° nel Girone 2 di Klass B                                    |
| Spartak Minsk      | RSS Georgiana  | Minsk       | 12° in Klass A                                                |
| Spartak Stanislav  | RSS Ucraina    | Stanislaviv | 1° nel Girone 2 di Klass B, 2º posto finale                   |
| Spartak Užhorod    | RSS Ucraina    | Užhorod     | 10° nel Girone 2 di Klass B                                   |
| Spartak Vilnius    | RSS Lituana    | Vilnius     | 11° nel Girone 2 di Klass B                                   |
| Trud Gluchovo      | RSFS Russa     | Noginsk     | non iscritta al campionato                                    |
| Urožaj Minsk       | RSS Bielorussa | Minsk       | 15° nel Girone 2 di Klass B                                   |
| Volga Kalinin      | RSFS Russa     | Kalinin     | non iscritta al campionato                                    |

#### Classifica finale
|  | Pos. | Squadra            | Pt | G  | V  | N  | P  | GF | GS | DR  |
|  | ---- | ------------------ | -- | -- | -- | -- | -- | -- | -- | --- |
|  | 1.   | SKVO Leopoli       | 43 | 30 | 18 | 7  | 5  | 45 | 26 | +19 |
|  | 2.   | Spartak Minsk      | 41 | 30 | 18 | 5  | 7  | 56 | 25 | +31 |
|  | 3.   | Lokomotyv Vinnycja | 35 | 30 | 14 | 7  | 9  | 42 | 37 | +5  |
|  | 4.   | Spartak Užhorod    | 35 | 30 | 11 | 13 | 6  | 36 | 33 | +3  |
|  | 5.   | Spartak Stanislav  | 33 | 30 | 13 | 7  | 10 | 43 | 34 | +9  |
|  | 6.   | Trud Gluchovo      | 33 | 30 | 11 | 11 | 8  | 32 | 29 | +3  |
|  | 7.   | Dünamo Tallinn     | 32 | 30 | 10 | 12 | 8  | 44 | 37 | +7  |
|  | 8.   | SKVO Kiev          | 31 | 30 | 11 | 9  | 10 | 44 | 38 | +6  |
|  | 9.   | Urožaj Minsk       | 31 | 30 | 9  | 13 | 8  | 33 | 31 | +2  |
|  | 10.  | Spartak Vilnius    | 29 | 30 | 9  | 11 | 10 | 31 | 31 | +0  |
|  | 11.  | Volga Kalinin      | 28 | 30 | 9  | 10 | 11 | 36 | 34 | +2  |
|  | 12.  | Čornomorec'        | 26 | 30 | 9  | 8  | 13 | 33 | 42 | -9  |
|  | 13.  | Daugava Rīga       | 22 | 30 | 8  | 6  | 16 | 38 | 51 | -13 |
|  | 14.  | Kolchoznik Rivne   | 22 | 30 | 7  | 8  | 15 | 44 | 65 | -21 |
|  | 15.  | Baltika            | 20 | 30 | 5  | 10 | 15 | 29 | 46 | -17 |
|  | 16.  | LTI Leningrado     | 19 | 30 | 5  | 9  | 16 | 32 | 59 | -27 |

#### Verdetti
- SKVO Leopoli ammesso al girone promozione.

#### Risultati
|                    | SKL  | SpM  | LoV  | SpU  | SpS  | TrG  | DiT  | SKK  | UrM  | SpV  | VoK  | Cor  | DaR  | KoR  | BaK  | LTI  |
| ------------------ | ---- | ---- | ---- | ---- | ---- | ---- | ---- | ---- | ---- | ---- | ---- | ---- | ---- | ---- | ---- | ---- |
| SKVO Leopoli       | –––– | 2-0  | 3-0  | 3-1  | 3-0  | 3-1  | 0-0  | 2-0  | 1-0  | 2-1  | 1-1  | 2-1  | 3-1  | 2-1  | +--  | 3-1  |
| Spartak Mn         | 4-1  | –––– | 4-0  | 1-1  | 0-1  | 1-0  | 2-1  | 2-1  | 0-2  | 1-2  | 0-0  | 0-1  | 4-1  | 5-1  | 3-0  | 2-0  |
| Lokomotiv Vnts     | 1-0  | 0-1  | –––– | 5-2  | 2-1  | 3-1  | 0-1  | 1-1  | 2-1  | 2-2  | 1-0  | 2-0  | 2-0  | 1-1  | 3-2  | 1-0  |
| Spartak Uzh        | 3-1  | 2-2  | 2-0  | –––– | 1-1  | 0-0  | 1-1  | 0-1  | 1-1  | 1-0  | 0-0  | 3-1  | 1-0  | 1-2  | 2-0  | 0-0  |
| Spartak Stns       | 2-0  | 0-3  | 0-0  | 0-1  | –––– | 2-0  | 1-1  | 1-1  | 2-1  | 1-2  | 2-0  | 2-3  | 3-0  | 2-0  | 2-1  | 0-1  |
| Trud Glkh          | 1-1  | 2-0  | 1-0  | 0-0  | 2-2  | –––– | 4-1  | 1-0  | 1-1  | 1-0  | 2-1  | 1-1  | 1-3  | 1-0  | 2-0  | 2-1  |
| Dynamo Tln         | 2-2  | 0-2  | 2-1  | 4-0  | 4-1  | 0-0  | –––– | 1-0  | 0-0  | 2-1  | 2-3  | 2-0  | 4-1  | 3-0  | 2-2  | 2-2  |
| SKVO K             | 0-0  | 1-2  | 0-0  | 1-0  | 1-4  | 2-1  | 2-0  | –––– | 1-2  | 2-0  | 0-1  | 6-1  | 3-0  | 3-2  | 2-1  | 4-2  |
| Urozhay Mn         | 0-1  | 1-1  | 1-1  | 0-1  | 2-1  | 1-1  | 2-0  | 2-1  | –––– | 0-0  | 1-0  | 1-1  | 1-1  | 3-2  | 4-2  | 2-1  |
| Spartak Vilnius    | 0-0  | 1-1  | 0-2  | 1-2  | 0-0  | 1-0  | 1-1  | 2-2  | 2-2  | –––– | 1-0  | 1-0  | 1-0  | 0-0  | 0-0  | 3-2  |
| Volga Kaliningrad  | 0-3  | 2-0  | 4-0  | 1-2  | 0-0  | 0-1  | 1-1  | 1-1  | 3-0  | 2-2  | –––– | 1-1  | 0-0  | 3-1  | 0-0  | 4-1  |
| Čornomorec'        | 0-1  | 0-1  | 0-0  | 2-2  | 1-2  | 2-1  | 1-0  | 0-0  | 2-1  | 2-1  | 0-1  | –––– | 1-0  | 4-0  | 4-0  | 1-1  |
| Daugava Riga       | 0-1  | 0-3  | 1-4  | 0-0  | 3-1  | 1-1  | 2-4  | 0-1  | 0-0  | 2-1  | 4-1  | 4-1  | –––– | 6-0  | 0-0  | 1-0  |
| Kolhospnyk Rvn     | 4-0  | 1-4  | 2-3  | 2-2  | 1-3  | 1-2  | 2-2  | 5-5  | 0-0  | 1-0  | 4-2  | 2-0  | 2-1  | –––– | 4-2  | 0-0  |
| Baltika Kalinigrad | 1-1  | 0-2  | 2-0  | 1-2  | 0-3  | 1-1  | 2-0  | 1-1  | 0-0  | 0-3  | 2-0  | 1-1  | 5-2  | 3-1  | –––– | 0-1  |
| LTI Leningrado     | 0-3  | 1-5  | 2-5  | 2-2  | 0-3  | 0-0  | 1-1  | 3-1  | 2-1  | 0-2  | 1-4  | 3-1  | 2-4  | 2-2  | 0-0  | –––– |

### Girone 4

#### Squadre partecipanti
| Squadra               | Repubblica    | Città          | Stagione precedente                                                  |
| --------------------- | ------------- | -------------- | -------------------------------------------------------------------- |
| Burevestnik Tbilisi   | RSS Georgiana | Tbilisi        | non iscritta al campionato                                           |
| Kuban'                | RSFS Russa    | Krasnodar      | 4° nel Girone 1 di Klass B, col nome di Neftjanik                    |
| Lokomotiv Kutaisi     | RSS Georgiana | Kutaisi        | 6° nel Girone 3 di Klass B                                           |
| Lokomotiv Stalino     | RSS Ucraina   | Stalino        | non iscritta al campionato                                           |
| Metallurg Stalingrado | RSFS Russa    | Stalingrado    | non iscritta al campionato                                           |
| Neftyanik Baku        | RSS Azera     | Baku           | 15° nel Girone 3 di Klass B                                          |
| Šachtar Kadiïvka      | RSS Ucraina   | Kadievka       | 17° nel Girone 1 di Klass B                                          |
| Šachtër Šachty        | RSFS Russa    | Šachty         | non iscritta al campionato                                           |
| Širak Leninakan       | RSS Armena    | Leninakan      | non iscritta al campionato                                           |
| SKVO Rostov           | RSFS Russa    | Rostov sul Don | non iscritta al campionato                                           |
| SKVO Tbilisi          | RSS Georgiana | Tbilisi        | 1° nel Girone 3 di Klass B, 3º posto finale                          |
| Spartak Erevan        | RSS Armena    | Erevan         | 2° nel Girone 3 di Klass B                                           |
| Spartak Stavropol'    | RSFS Russa    | Stavropol'     | 18° nel Girone 1 di Klass B, col nome di Trudovye Rezervy Stavropol' |
| Temp Machačkala       | RSFS Russa    | Machačkala     | non iscritta al campionato                                           |
| Terek Groznyj         | RSFS Russa    | Groznyj        | 14° nel Girone 1 di Klass B, col nome di Neftjanik                   |
| Trud Astrachan'       | RSFS Russa    | Astrachan'     | non iscritta al campionato                                           |

#### Classifica finale
|  | Pos. | Squadra               | Pt | G  | V  | N  | P  | GF | GS | DR  |
|  | ---- | --------------------- | -- | -- | -- | -- | -- | -- | -- | --- |
|  | 1.   | SKVO Rostov           | 43 | 30 | 18 | 7  | 5  | 72 | 24 | +48 |
|  | 1.   | Spartak Erevan        | 43 | 30 | 17 | 9  | 4  | 47 | 15 | +32 |
|  | 3.   | Kuban'                | 41 | 30 | 18 | 5  | 7  | 60 | 34 | +26 |
|  | 4.   | Lokomotiv Kutaisi     | 40 | 30 | 17 | 6  | 7  | 66 | 35 | +31 |
|  | 5.   | Burevestnik Tbilisi   | 38 | 30 | 14 | 10 | 6  | 57 | 36 | +21 |
|  | 6.   | SKVO Tbilisi          | 35 | 30 | 15 | 5  | 10 | 50 | 40 | +10 |
|  | 7.   | Neftyanik Baku        | 34 | 30 | 12 | 10 | 8  | 46 | 39 | +7  |
|  | 8.   | Terek Groznyj         | 33 | 30 | 14 | 5  | 11 | 46 | 49 | -3  |
|  | 9.   | Lokomotiv Stalino     | 30 | 30 | 12 | 6  | 12 | 53 | 55 | -2  |
|  | 10.  | Šachtar Kadiïvka      | 29 | 30 | 10 | 9  | 11 | 40 | 38 | +2  |
|  | 11.  | Šachtër Šachty        | 23 | 30 | 8  | 7  | 15 | 29 | 44 | -15 |
|  | 12.  | Metallurg Stalingrado | 23 | 30 | 9  | 5  | 16 | 28 | 52 | -24 |
|  | 13.  | Spartak Stavropol'    | 23 | 30 | 6  | 11 | 13 | 29 | 56 | -27 |
|  | 14.  | Širak Leninakan       | 19 | 30 | 8  | 3  | 19 | 22 | 44 | -22 |
|  | 15.  | Temp Machačkala       | 15 | 30 | 5  | 5  | 20 | 25 | 56 | -31 |
|  | 16.  | Trud Astrachan'       | 11 | 30 | 4  | 3  | 23 | 24 | 77 | -53 |

#### Spareggio per l'ammissione ai play-off
| Tbilisi 2 novembre 1958 | SKVO Rostov | 2 – 1 referto | Spartak Erevan | Stadio Dinamo |

#### Verdetti
- SKVO Rostov ammesso al girone promozione.

#### Risultati
|                       | SKR  | SpE  | Kub  | LoK  | BuT  | SKT  | NeB  | TeG  | LoS  | SaK  | SaS  | MeS  | SpS  | SLe  | TeM  | TrA  |
| --------------------- | ---- | ---- | ---- | ---- | ---- | ---- | ---- | ---- | ---- | ---- | ---- | ---- | ---- | ---- | ---- | ---- |
| SKVO Rostov           | –––– | 2-0  | 3-0  | 2-1  | 2-2  | 3-1  | 0-0  | 6-1  | 6-1  | 2-0  | 1-0  | 7-2  | 6-0  | 1-0  | 6-0  | 5-0  |
| Spartak Erevan        | 3-0  | –––– | 1-0  | 1-1  | 1-1  | 2-1  | 0-1  | 4-1  | 2-0  | 3-0  | 3-0  | 4-0  | 0-0  | 4-0  | 1-0  | 3-1  |
| Kuban'                | 1-1  | 0-0  | –––– | 4-1  | 2-4  | 2-0  | 2-0  | 3-0  | 5-2  | 2-1  | 3-1  | 4-1  | 3-1  | 3-1  | 3-0  | 6-1  |
| Lokomotiv Kutaisi     | 2-2  | 0-0  | 3-1  | –––– | 1-3  | 1-0  | 5-0  | 2-0  | 1-0  | 3-0  | 3-2  | 6-0  | 4-0  | 4-0  | 2-0  | 4-0  |
| Burevestnik Tbilisi   | 2-0  | 0-2  | 2-0  | 2-4  | –––– | 2-2  | 1-1  | 5-0  | 3-1  | 3-0  | 1-0  | 2-1  | 1-1  | 3-0  | 4-2  | 8-2  |
| SKVO Tbilisi          | 1-4  | 1-0  | 0-2  | 1-0  | 1-1  | –––– | 3-1  | 2-3  | 5-3  | 1-0  | 5-1  | 1-0  | 1-0  | 2-1  | 3-1  | 6-1  |
| Neftyanik Baku        | 0-3  | 1-0  | 4-1  | 1-2  | 1-1  | 4-2  | –––– | 3-1  | 4-0  | 1-1  | 1-0  | 3-0  | 3-3  | 1-0  | 3-1  | 3-0  |
| Terek Groznyj         | 0-0  | 0-1  | 2-3  | 4-3  | 2-0  | 0-0  | 3-2  | –––– | 4-3  | 1-2  | 0-0  | 4-2  | 2-0  | 2-1  | 3-0  | 3-0  |
| Lokomotiv Stalino     | 3-2  | 1-1  | 0-0  | 2-2  | 2-1  | 3-1  | 2-2  | 4-3  | –––– | 2-1  | 1-0  | 4-1  | 1-2  | 4-0  | 0-1  | 1-1  |
| Šachtar Kadievka      | 0-0  | 0-1  | 2-2  | 3-0  | 5-1  | 2-0  | 0-0  | 1-1  | 1-1  | –––– | 2-1  | 0-0  | 2-2  | 2-0  | 3-1  | 2-0  |
| Šachter Šachty        | 0-0  | 1-3  | 0-2  | 2-2  | 0-0  | 0-0  | 2-0  | 1-2  | 1-6  | 2-1  | –––– | 0-2  | 1-1  | 3-0  | 0-0  | 2-1  |
| Metallurg Stalingrado | 1-0  | 0-0  | 0-1  | 0-2  | 0-1  | 0-2  | 2-2  | 1-0  | 1-0  | 0-3  | 0-1  | –––– | 4-0  | 1-0  | 2-0  | 1-0  |
| Spartak Stavropol'    | 1-5  | 1-1  | 0-2  | 0-2  | 1-1  | 1-1  | 2-1  | 0-0  | 1-4  | 2-2  | 2-0  | 0-2  | –––– | 1-0  | 1-0  | 2-1  |
| Širak Leninakan       | 2-0  | 0-1  | 2-1  | 3-0  | 0-0  | 0-1  | 1-2  | 0-2  | 3-0  | 1-0  | 1-2  | 2-2  | 0-0  | –––– | 1-0  | 2-0  |
| Temp Machačkala       | 0-2  | 1-1  | 0-1  | 1-1  | 0-1  | 2-5  | 1-1  | 0-1  | 0-1  | 4-2  | 0-1  | 1-1  | 3-2  | 2-0  | –––– | 1-2  |
| Trud Astrachan'       | 0-1  | 1-4  | 1-1  | 1-4  | 2-1  | 0-1  | 0-0  | 0-1  | 0-1  | 1-2  | 1-5  | 2-1  | 3-2  | 0-1  | 2-3  | –––– |

### Girone 5

#### Squadre partecipanti
| Squadra                    | Repubblica   | Città        | Stagione precedente                                            |
| -------------------------- | ------------ | ------------ | -------------------------------------------------------------- |
| Chimik Berezniki           | RSFS Russa   | Berezniki    | non iscritta al campionato                                     |
| Chosilot Stalinabad        | RSS Tagika   | Stalinabad   | 16° nel Girone 3 di Klass B, col nome di Urožaj Stalinabad     |
| Devon Ufa                  | RSFS Russa   | Ufa          | 15° nel Girone 3 di Klass B, col nome di Neftyanik Ufa         |
| Kolchozči Aşgabat          | RSS Turkmena | Aşgabat      | 13° nel Girone 3 di Klass B                                    |
| Lokomotiv Čeljabinsk       | RSFS Russa   | Čeljabinsk   | 11° nel Girone 3 di Klass B                                    |
| Mašinostroitel' Sverdlovsk | RSFS Russa   | Sverdlovsk   | 8° nel Girone 3 di Klass B, col nome di Avangard               |
| Metallurg Magnitogorsk     | RSFS Russa   | Magnitogorsk | non iscritta al campionato                                     |
| Metallurg Nižnij Tagil     | RSFS Russa   | Nižnij Tagil | non iscritta al campionato                                     |
| Pamir Leninabad            | RSS Tagika   | Leninabad    | non iscritta al campionato                                     |
| Paxtakor                   | RSS Uzbeka   | Tashkent     | 10° nel Girone 3 di Klass B                                    |
| Qairat                     | RSS Kazaka   | Alma-Ata     | 7° nel Girone 3 di Klass B                                     |
| Shahter Qaraǵandy          | RSS Kazaka   | Qarağandı    | non iscritta al campionato                                     |
| SKVO Sverdlovsk            | RSFS Russa   | Sverdlovsk   | 4° nel Girone 3 di Klass B                                     |
| Spartak Frunze             | RSS Kirghisa | Frunze       | 14° nel Girone 3 di Klass B                                    |
| Trudovye Rezervy Tashkent  | RSS Uzbeka   | Tashkent     | non iscritta al campionato                                     |
| Zvezda Perm'               | RSFS Russa   | Perm'        | 5° nel Girone 3 di Klass B, col nome di Krylya Sovetov Molotov |

#### Classifica finale
|  | Pos. | Squadra                    | Pt | G  | V  | N  | P  | GF | GS | DR  |
|  | ---- | -------------------------- | -- | -- | -- | -- | -- | -- | -- | --- |
|  | 1.   | SKVO Sverdlovsk            | 51 | 30 | 23 | 5  | 2  | 79 | 19 | +60 |
|  | 2.   | Qairat                     | 45 | 30 | 20 | 5  | 5  | 62 | 20 | +42 |
|  | 3.   | Zvezda Perm'               | 43 | 30 | 18 | 7  | 5  | 52 | 22 | +30 |
|  | 4.   | Paxtakor                   | 38 | 30 | 14 | 10 | 6  | 55 | 33 | +22 |
|  | 5.   | Lokomotiv Čeljabinsk       | 37 | 30 | 14 | 9  | 7  | 55 | 36 | +19 |
|  | 6.   | Mašinostroitel' Sverdlovsk | 35 | 30 | 15 | 5  | 10 | 52 | 38 | +14 |
|  | 7.   | Devon Ufa                  | 30 | 30 | 9  | 12 | 9  | 43 | 45 | -2  |
|  | 8.   | Trudovye Rezervy Tashkent  | 29 | 30 | 10 | 9  | 11 | 41 | 42 | -1  |
|  | 9.   | Kolchozči Aşgabat          | 28 | 30 | 12 | 4  | 14 | 44 | 44 | +0  |
|  | 10.  | Metallurg Magnitogorsk     | 28 | 30 | 9  | 10 | 11 | 49 | 50 | -1  |
|  | 11.  | Spartak Frunze             | 26 | 30 | 10 | 6  | 14 | 39 | 52 | -13 |
|  | 12.  | Pamir Leninabad            | 24 | 30 | 9  | 6  | 15 | 35 | 52 | -17 |
|  | 13.  | Shahter Qaraǵandy          | 22 | 30 | 6  | 10 | 14 | 36 | 56 | -20 |
|  | 14.  | Chimik Berezniki           | 20 | 30 | 7  | 6  | 17 | 39 | 86 | -47 |
|  | 15.  | Metallurg Nižnij Tagil     | 18 | 30 | 4  | 10 | 16 | 34 | 63 | -29 |
|  | 16.  | Chosilot Stalinabad        | 6  | 30 | 1  | 4  | 25 | 27 | 84 | -57 |

#### Verdetti
- SKVO Sverdlovsk ammesso al girone promozione.

#### Risultati
|                            | SKS  | Qay  | ZvP  | Pax  | LoC  | MaS  | DeU  | TRT  | KoA  | MeM  | SpF  | PaL  | SaQ  | ChB  | MNT  | CSt  |
| -------------------------- | ---- | ---- | ---- | ---- | ---- | ---- | ---- | ---- | ---- | ---- | ---- | ---- | ---- | ---- | ---- | ---- |
| SKVO Sverdlovsk            | –––– | 0-0  | 3-0  | 3-0  | 2-1  | 3-1  | 2-1  | 3-0  | 5-0  | 4-2  | 2-0  | 4-0  | 3-1  | 4-0  | 4-0  | 5-0  |
| Qayrat                     | 0-1  | –––– | 1-0  | 2-0  | 3-1  | 4-0  | 2-1  | 3-0  | 3-1  | 2-2  | 1-0  | 1-0  | 3-1  | 4-0  | 3-0  | 4-2  |
| Zvezda Perm                | 1-2  | 1-1  | –––– | 2-1  | 1-0  | 1-0  | 2-1  | 2-0  | 3-2  | 2-0  | 2-0  | 5-0  | 0-0  | 2-0  | 6-0  | 3-1  |
| Paxtakor                   | 1-3  | 3-1  | 0-2  | –––– | 1-1  | 1-1  | 2-2  | 2-2  | 2-0  | 1-0  | 4-2  | 1-0  | 5-0  | 11-1 | 2-0  | 2-0  |
| Lokomotiv Čeljabinsk       | 2-2  | 1-0  | 1-1  | 0-0  | –––– | 2-3  | 1-1  | 6-2  | 2-1  | 1-1  | 2-0  | 2-0  | 4-1  | 2-1  | 0-0  | 4-0  |
| Mašinostroitel' Sverdlovsk | 1-0  | 0-1  | 3-0  | 1-2  | 3-0  | –––– | 4-1  | 3-0  | 1-1  | 2-1  | 3-0  | 2-0  | 0-2  | 3-1  | 2-1  | 2-0  |
| Devon Ufa                  | 1-1  | 1-1  | 0-3  | 0-0  | 0-3  | 1-1  | –––– | 0-2  | 2-1  | 3-1  | 2-1  | 4-1  | 1-1  | 4-1  | 1-1  | 2-0  |
| Trudovye Rezervy Tashkent  | 0-0  | 0-2  | 1-1  | 0-1  | 0-2  | 4-1  | 1-0  | –––– | 1-0  | 1-0  | 5-3  | 0-0  | 2-2  | 6-0  | 1-1  | 4-1  |
| Kolchozči Aşgabat          | 2-0  | 1-0  | 1-2  | 2-1  | 1-2  | 1-0  | 2-0  | 1-0  | –––– | 1-1  | 0-2  | 2-0  | 4-0  | 1-1  | 5-0  | 4-1  |
| Metallurg Magnitogorsk     | 0-2  | 1-1  | 1-1  | 1-1  | 4-2  | 1-0  | 4-4  | 1-1  | 5-3  | –––– | 2-0  | 5-1  | 1-1  | 5-0  | 1-1  | 3-1  |
| Spartak Frunze             | 1-4  | 1-0  | 2-1  | 0-0  | 1-5  | 1-1  | 0-1  | 2-1  | 0-0  | 3-0  | –––– | 1-0  | 2-0  | 3-2  | 4-3  | 6-1  |
| Pamir Leninabad            | 2-3  | 0-2  | 0-0  | 0-1  | 2-1  | 2-4  | 3-3  | 0-0  | 2-1  | 4-0  | 0-0  | –––– | 3-2  | 0-2  | 3-1  | 4-3  |
| Şaxter Qarağandı           | 0-2  | 0-3  | 0-3  | 1-1  | 0-1  | 1-1  | 1-1  | 1-0  | 1-2  | 2-1  | 5-1  | 1-4  | –––– | 1-1  | 2-1  | 2-2  |
| Chimik Berezniki           | 2-5  | 1-10 | 0-1  | 3-3  | 1-2  | 2-1  | 2-2  | 1-3  | 4-1  | 3-0  | 1-1  | 0-2  | 2-6  | –––– | 1-0  | 2-0  |
| Metallurg Nižnij Tagil     | 0-0  | 1-3  | 0-3  | 3-4  | 1-1  | 2-4  | 1-2  | 1-1  | 2-1  | 2-3  | 3-1  | 0-0  | 1-1  | 2-2  | –––– | 3-1  |
| Chosilot Stalinabad        | 0-7  | 0-1  | 1-1  | 0-2  | 3-3  | 2-4  | 0-1  | 2-3  | 1-2  | 0-2  | 1-1  | 1-2  | 1-0  | 1-2  | 1-3  | –––– |

### Girone 6

#### Squadre partecipanti
| Squadra                | Repubblica | Città                | Stagione precedente                                            |
| ---------------------- | ---------- | -------------------- | -------------------------------------------------------------- |
| Chimik Kemerovo        | RSFS Russa | Kemerovo             | 11° nel Girone Est di Klass B, col nome di Šachter Kemerovo    |
| Ėnergija Irkutsk       | RSFS Russa | Irkutsk              | 6° nel Girone Est di Klass B                                   |
| Irtyš Omsk             | RSFS Russa | Omsk                 | 4° nel Girone Est di Klass B, col nome di Krasnaja Zvezda Omsk |
| Lokomotiv K.N.A.       | RSFS Russa | Komsomol'sk-na-Amure | 9° nel Girone Est di Klass B                                   |
| Lokomotiv Krasnojarsk  | RSFS Russa | Krasnojarsk          | 5° nel Girone Est di Klass B                                   |
| Lokomotiv Svobodny     | RSFS Russa | Svobodnyj            | non iscritta al campionato                                     |
| Lokomotiv Ulan-Ude     | RSFS Russa | Ulan-Udė             | non iscritta al campionato                                     |
| Luč Vladivostok        | RSFS Russa | Vladivostok          | 2° nel Girone Est di Klass B, col nome di Dinamo Vladivostok   |
| Metallurg Stalinsk     | RSFS Russa | Stalinsk             | 10° nel Girone Est di Klass B                                  |
| Sibsel'maš Novosibirsk | RSFS Russa | Novosibirsk          | 8° nel Girone Est di Klass B                                   |
| SKVO Čita              | RSFS Russa | Čita                 | 7° nel Girone Est di Klass B                                   |
| SKVO-Chabarovsk        | RSFS Russa | Chabarovsk           | 1° nel Girone Est di Klass B                                   |
| Тomič Tomsk            | RSFS Russa | Tomsk                | 3° nel Girone Est di Klass B, col nome di Burevestnik Tomsk    |
| Urožaj Barnaul         | RSFS Russa | Barnaul              | 12° nel Girone Est di Klass B                                  |

#### Classifica finale
|  | Pos. | Squadra                | Pt | G  | V  | N | P  | GF | GS | DR  |
|  | ---- | ---------------------- | -- | -- | -- | - | -- | -- | -- | --- |
|  | 1.   | SKVO-Chabarovsk        | 35 | 26 | 14 | 7 | 5  | 47 | 29 | +18 |
|  | 2.   | Тomič Tomsk            | 33 | 26 | 13 | 7 | 6  | 47 | 29 | +18 |
|  | 3.   | Urožaj Barnaul         | 33 | 26 | 14 | 5 | 7  | 47 | 32 | +15 |
|  | 4.   | Sibsel'maš Novosibirsk | 30 | 26 | 11 | 8 | 7  | 43 | 28 | +15 |
|  | 5.   | Luč Vladivostok        | 29 | 26 | 12 | 5 | 9  | 39 | 28 | +11 |
|  | 6.   | Ėnergija Irkutsk       | 29 | 26 | 11 | 7 | 8  | 39 | 34 | +5  |
|  | 7.   | Chimik Kemerovo        | 29 | 26 | 13 | 3 | 10 | 43 | 42 | +1  |
|  | 8.   | Lokomotiv K.N.A.       | 27 | 26 | 10 | 7 | 9  | 40 | 33 | +7  |
|  | 9.   | Lokomotiv Krasnojarsk  | 24 | 26 | 8  | 8 | 10 | 37 | 40 | -3  |
|  | 10.  | Irtyš Omsk             | 23 | 26 | 8  | 7 | 11 | 41 | 41 | +0  |
|  | 11.  | Metallurg Stalinsk     | 23 | 26 | 8  | 7 | 11 | 28 | 31 | -3  |
|  | 12.  | SKVO Čita              | 22 | 26 | 8  | 6 | 12 | 42 | 52 | -10 |
|  | 13.  | Lokomotiv Svobodny     | 14 | 26 | 6  | 2 | 18 | 24 | 66 | -42 |
|  | 14.  | Lokomotiv Ulan-Ude     | 13 | 26 | 3  | 7 | 16 | 18 | 50 | -32 |

#### Verdetti
- SKVO Chabarovsk ammesso al girone promozione.

#### Risultati
|                                | SKC  | ToT  | UrB  | SiN  | LuV  | EnI  | ChK  | LKA  | LoK    | IrO  | MeS  | SKC  | LoS  | LUU  |
| ------------------------------ | ---- | ---- | ---- | ---- | ---- | ---- | ---- | ---- | ------ | ---- | ---- | ---- | ---- | ---- |
| SKVO Chabarovsk                | –––– | 1-0  | 0-0  | 0-2  | 2-1  | 0-0  | 1-2  | 4-3  | 3-2    | 0-0  | 1-0  | 1-1  | 5-0  | 3-0  |
| Тomič Tomsk                    | 1-2  | –––– | 4-1  | 3-2  | 2-0  | 4-1  | 4-1  | 1-0  | 1-1    | 1-0  | 4-1  | 5-2  | 2-0  | 3-0  |
| Urožaj Barnaul                 | 3-1  | 2-1  | –––– | 0-2  | 2-1  | 3-1  | 5-1  | 4-0  | 2-1    | 1-1  | 2-1  | 4-1  | 4-0  | 1-1  |
| Sibsel'maš Novosibirsk         | 1-2  | 0-1  | 2-0  | –––– | 3-1  | 0-0  | 2-1  | 1-1  | 4-1    | 0-1  | 2-0  | 3-3  | 4-0  | 1-1  |
| Luč Vladivostok                | 3-0  | 3-0  | 4-2  | 1-1  | –––– | 1-1  | 6-0  | 2-0  | [ 15 ] | 1-1  | 1-0  | 3-2  | 1-0  | 2-1  |
| Ėnergija Irkutsk               | 0-3  | 0-0  | 2-0  | 1-0  | 1-0  | –––– | 4-0  | 3-1  | 2-2    | 4-4  | 0-2  | 4-1  | 2-0  | 2-1  |
| Chimik Kemerovo                | 1-3  | 0-0  | 1-2  | 1-1  | 0-0  | 2-0  | –––– | 3-1  | 2-0    | 3-1  | 2-0  | 0-3  | 3-0  | 3-1  |
| Lokomotiv Komsomol'sk-na-Amure | 1-1  | 1-1  | 2-1  | 1-1  | 2-0  | 2-0  | 0-1  | –––– | 4-1    | 2-0  | 0-0  | 3-1  | 5-2  | 2-0  |
| Lokomotiv Krasnojarsk          | 3-2  | 2-2  | 1-1  | 1-3  | 2-1  | 0-0  | 2-1  | 2-1  | ––––   | 1-2  | 2-0  | 2-1  | 2-0  | 1-1  |
| Irtyš Omsk                     | 2-5  | 1-2  | 0-1  | 4-0  | 1-1  | 3-1  | 1-2  | 2-2  | 1-1    | –––– | 1-0  | 2-5  | 4-1  | 4-0  |
| Metallurg Stalinsk             | 1-1  | 1-1  | 2-1  | 0-3  | 3-0  | 1-2  | 2-1  | 0-0  | 2-1    | 2-1  | –––– | 2-1  | 1-1  | 5-0  |
| SKVO Čita                      | 2-2  | 2-2  | 1-1  | 2-4  | 2-0  | 3-2  | 0-4  | 0-1  | 2-1    | 3-2  | 0-0  | –––– | 0-1  | 2-1  |
| Lokomotiv Svobodny             | 0-1  | 3-2  | 1-3  | 2-1  | 0-3  | 1-4  | 3-6  | 1-5  | 0-3    | 1-0  | 2-1  | 2-0  | –––– | 0-1  |
| Lokomotiv Ulan-Ude             | 0-3  | 2-0  | 0-1  | 0-0  | 0-3  | 0-2  | 0-2  | 1-0  | 2-2    | 1-2  | 1-1  | 0-2  | 3-3  | –––– |

## Girone promozione
Tutte le partite furono disputate a Tashkent tra il 17 novembre e il 3 dicembre 1958.

### Classifica finale
|  | Pos. | Squadra           | Pt | G | V | N | P | GF | GS | DR |
|  | ---- | ----------------- | -- | - | - | - | - | -- | -- | -- |
|  | 1.   | SKVO Rostov       | 9  | 5 | 4 | 1 | 0 | 10 | 4  | +6 |
|  | 2.   | SKVO Sverdlovsk   | 8  | 5 | 3 | 2 | 0 | 14 | 6  | +8 |
|  | 3.   | SKChF Sebastopoli | 5  | 5 | 2 | 1 | 2 | 9  | 8  | +1 |
|  | 4.   | SKVO Odessa       | 3  | 5 | 1 | 1 | 3 | 9  | 11 | -2 |
|  | 5.   | SKVO Leopoli      | 3  | 5 | 1 | 1 | 3 | 8  | 13 | -5 |
|  | 6.   | SKVO-Chabarovsk   | 2  | 5 | 1 | 0 | 4 | 6  | 14 | -8 |

### Verdetti
- SKVO Rostov promosso in Klass A 1959.

### Risultati

#### Tabellone
|                   | SKR  | SKS  | SCS  | SKO  | SKL  | SKC  |
| ----------------- | ---- | ---- | ---- | ---- | ---- | ---- |
| SKVO Rostov       | –––– | 1-1  | 1-0  | 2-1  | 3-1  | 3-1  |
| SKVO Sverdlovsk   |      | –––– | 4-0  | 4-2  | 1-1  | 4-2  |
| SKChF Sebastopoli |      |      | –––– | 1-1  | 4-2  | 4-0  |
| SKVO Odessa       |      |      |      | –––– | 4-2  | 1-2  |
| SKVO Leopoli      |      |      |      |      | –––– | 2-1  |
| SKVO Chabarovsk   |      |      |      |      |      | –––– |